# Georg Deppe
Georg Deppe (* 25. März 1900; † 1991 in Bonn-Bad Godesberg) war ein deutscher Schachspieler und -funktionär, Wirtschaftsprüfer und Steuerberater.
Der promovierte Betriebswirt war Vorsitzender des Schachverbandes Ostwestfalen, von 1954 bis 1961 Bundesvorsitzender des Schachbundes Nordrhein-Westfalen, ab 1961 dessen Ehrenpräsident und von 1956 bis 1958 1. Vizepräsident des Deutschen Schachbundes. Zudem spielte er Fernschach. So nahm er (vor 1960) an einem Länderkampf gegen die UdSSR teil und remisierte dabei beide Partien gegen den Leningrader Litwin.
Nach seinem Tod wurde Deppe in Hiddesen bei Detmold beigesetzt.

## Werke
- Froms Gambit. Hamburg, Schach-Archiv 1963
- Die Fischer-Nimzowitsch-Verteidigung. Heidelberg, Schachverlag Schmaus 1979